# Jascha Horenstein
Jascha Horenstein (* 24. Apriljul. / 6. Mai 1898greg. in Kiew, Russisches Kaiserreich; † 2. April 1973 in London) war ein ukrainisch-jüdischer Dirigent. Er gilt als niveauvoller Bruckner- und Mahler-Interpret.

## Biografie
Jascha Horenstein wurde als dreizehntes von sechzehn Kindern einer religiös und musikalisch gebildeten jüdischen Familie geboren. 1905 verließ diese Russland und siedelte sich in Königsberg an, wo Horenstein seinen ersten Violinunterricht bekam. 1911 zog die Familie nach Wien, wo die Vorfahren seiner Mutter gelebt hatten. Seine Nichte war Beate Sirota.
Horenstein studierte bei Joseph Marx und Franz Schreker, dem er 1920 nach Berlin folgte. Sein Debüt als Dirigent erfolgte 1922 in Wien. Zurück in Berlin wurde er von Wilhelm Furtwängler gefördert, der ihm bereits ab Mitte der 20er-Jahre Gastdirigate mit den Berliner Philharmonikern einräumte. 1929 wurde er Musikdirektor der Düsseldorfer Oper, der heutigen Deutschen Oper am Rhein, der Generalintendant war Walter Bruno Iltz.
Horenstein machte sich um die Aufführung zeitgenössischer Opern verdient, auf dem Spielplan der Oper standen Ernst Kreneks Schwergewicht, die Uraufführung von Manfred Gurlitts Die Soldaten, Der Lindberghflug von Bertolt Brecht und Kurt Weill und Igor Stravinskys Die Geschichte vom Soldaten und Hans Pfitzners Das Herz (1932), Hermann Reutters Der verlorene Sohn nach André Gide (1933) und Winfried Zilligs Der Rossknecht nach dem Drama von Richard Billinger (alle dirigiert von Horenstein). Walter Bruno Iltz inszenierte Ariadne auf Naxos von Richard Strauss (1934, in den Bühnenbildern von Caspar Neher), Die Bürgschaft von Kurt Weill (Text: Caspar Neher), Aus einem Totenhaus von Leoš Janáček (1931) und eine spektakuläre Inszenierung von Wozzeck von Alban Berg (1930, zu der Alban Berg an Iltz schrieb: „Diese Reprise freut mich mehr als manche Erstaufführungen, ja sie macht mich stolz“).
Horensteins auch international immer erfolgreichere Karriere erfuhr 1933 durch den Machtantritt der Nationalsozialisten eine jähe Wende. Obwohl Propagandaminister Joseph Goebbels seine schützende Hand über Walter Bruno Iltz hielt, bekam er Schwierigkeiten mit den Nationalsozialisten, da er sich bereits 1932 den Forderungen der Düsseldorfer NSDAP-Leitung nach einem „deutschen Spielplan“ und einem „deutschen Ensemble“ entgegengestellt und sich jede Einflussnahme verbeten hatte.
1933, anlässlich des 50. Todestages von Richard Wagner, wurde Iltz und der Oper in einer Pressekampagne der jüdische Jascha Horenstein zum Vorwurf gemacht: „Leider hat Herr Horenstein die Weihestunde dirigiert. Wir müssen sagen ‚leider’, denn es ist unerhört, daß das deutsche Theater in Düsseldorf für eine Wagnerfeier keinen deutschen Dirigenten findet, daß man hierzu Herrn Sascha (!) Horenstein bemühen muß. […] Oberbürgermeister Lehr und Generalintendant Iltz werden sich noch umstellen müssen, sonst wird hier eines Tages auf irgend eine Weise doch dafür gesorgt werden müssen, daß im deutschen Düsseldorf wirklich deutscher Geist und deutsche Kultur in allen Zweigen zur Geltung kommt.“ (Volksparole, 13. Februar 1933) Anfang März 1933 schließlich belagerte eine SA-Einheit die letzte Aufführung Horensteins, Ludwig van Beethovens Fidelio und verlangte die sofortige Absetzung des Dirigenten.
Horenstein wurde beurlaubt und musste Düsseldorf verlassen. Er ließ sich in Paris nieder und nahm Einladungen bis nach Australien an. 1939, kurz vor Beginn des Zweiten Weltkriegs, zog er nach New York, wo er neben anderen prominenten Exilgenossen (wie Thomas Mann) an der New School for Social Research lehrte und zweitrangige Orchester leitete. Ab 1947 dirigierte er wieder in Europa, zunächst vorwiegend in Frankreich. In den 1950er Jahren trat er auch wieder in Deutschland auf. Später Höhepunkt seiner Karriere waren die Konzerte in seiner letzten Wahlheimat Großbritannien, wo er als Dirigent des London Symphony Orchestra für die österreichische Spätromantik etliche Lanzen brach.
1958 wurde Horenstein mit dem Deutschen Kritikerpreis ausgezeichnet.